# Gayle Mahulette

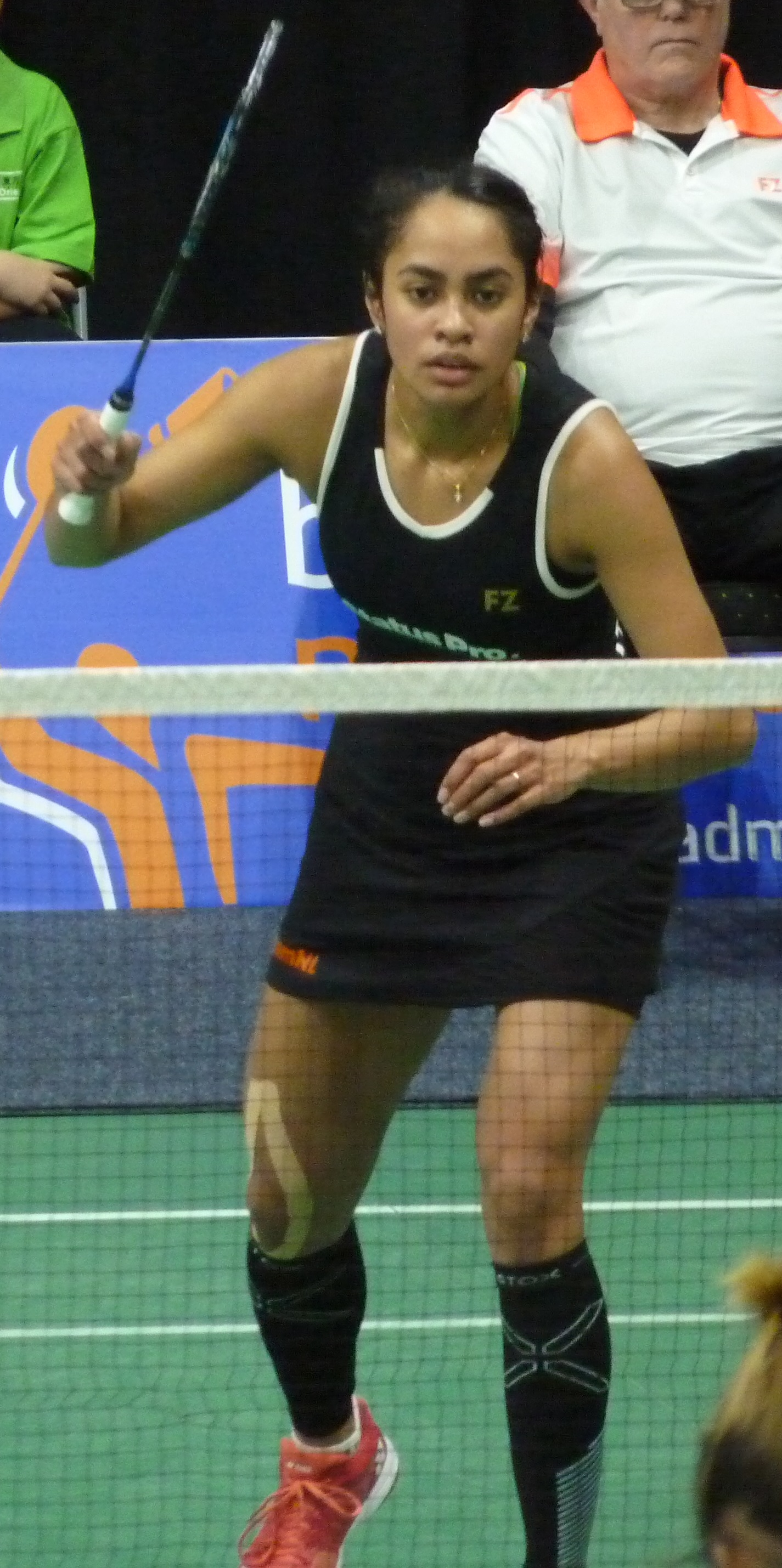
Gayle Mahulette, 2019

Gayle Mahulette (* 17. April 1993) ist eine niederländische Badmintonspielerin.

## Karriere
Gayle Mahulette wurde 2014 erstmals niederländische Badmintonmeisterin. Im gleichen Jahr repräsentierte sie ihr Land auch im Uber Cup und bei den Badminton-Mannschaftseuropameisterschaften. 2013 siegte sie bei den Morocco International, ein Jahr später wurde sie Zweite bei den Estonian International 2014.